# قلمرو یاماگاتا

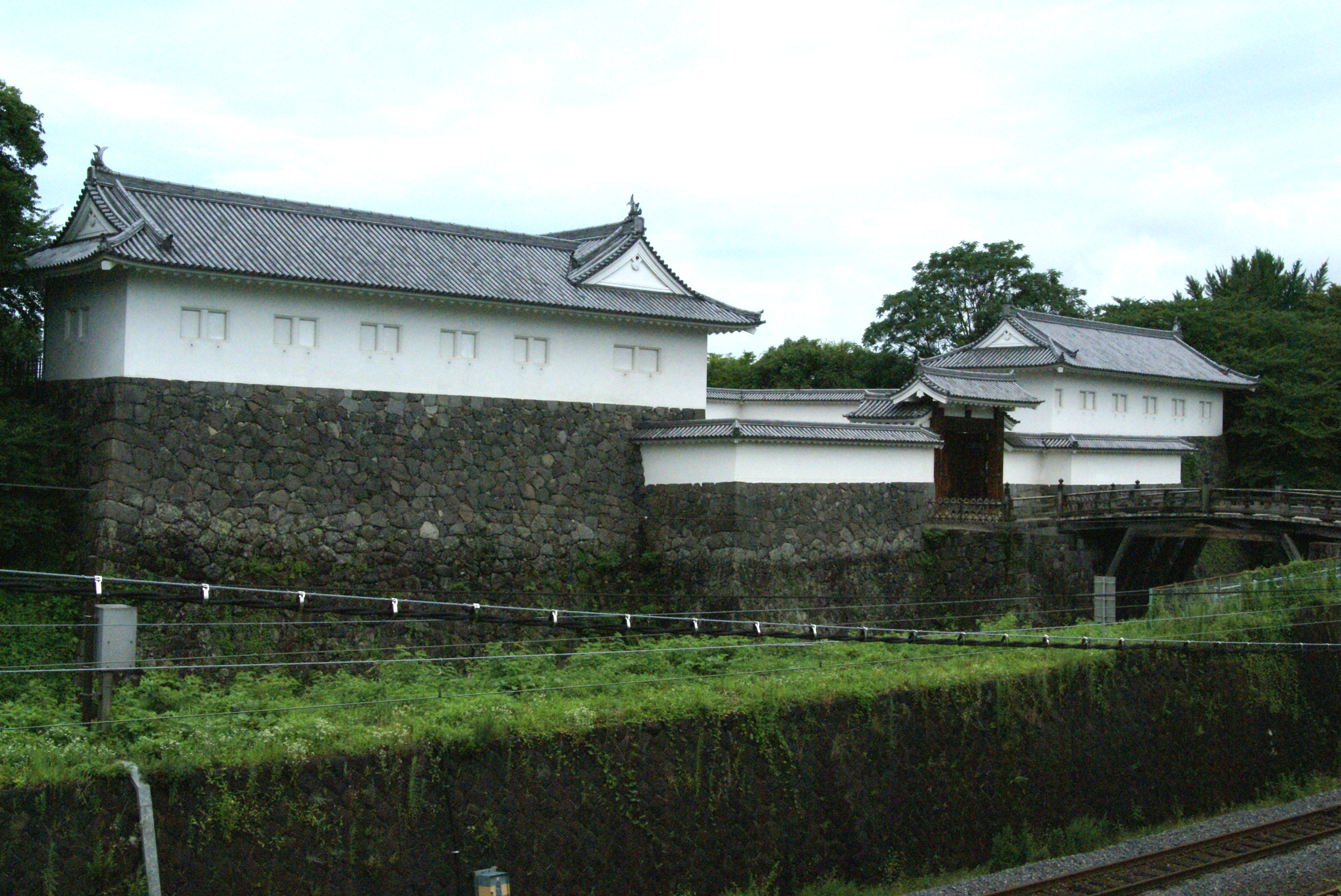
دروازه شرقی بازسازی شده قلعه یاماگاتا، مرکز اداری دامنه یاماگاتا

قلمروی یاماگاتا (به ژاپنی: 山形藩, Yamagata-han) یک هان در دوره ادو بود که در ولایت دوا (امروزه استان یاماگاتا) قرار داشت.